# Шульга Ілля Гаврилович
Ілля Гаврилович Шульга (3 серпня 1921, Верещаки — 9 грудня 1993) — український історик, доктор історичних наук (з 1965 року), професор (з 1987 року). Перший дослідник Голодомору 1932—1933 рр. на Вінниччині та Поділлі.

## Біографія
Народився 3 серпня 1921 року в селі Верещаках (нині Лисянського району Черкаської облаті) в багатодітній селянській родині. Після закінчення Верещацької школи вступив до сільськогосподарського технікуму в Черкасах, який закінчив 1940 року. Працював зоотехніком у Лисянському районному земельному відділі. У перші роки німецько-радянської війни працював ветеринаром Ташкентського евакуаційного пункту. 1943 року вступив на історичний факультет Ростовського університету, потім перевівся до Чернівецького, а пізніше Львівського університету, який закінчив 1948 року.
З 1948 по 1951 рік працював спочатку у Виноградській середній школі Лисянського району учителем історії, а потім — у Лисянській середній школі на посаді директора. Там організував історичний гурток, спільно з учнями досліджував історію Лисянщини. Згодом вступив до аспірантури Інституту історії АН УРСР. Досліджував соціально-економічний розвиток України 18 століття. У 1954 році успішно захистив кандидатську дисертацію на тему «Розвиток товарного виробництва і торгівлі на території Лівобережної України у 18 ст.». У 1954–1972 роках працював доцентом на історичному факультеті Ужгородського державного університету, а з вересня 1958 року — завідувачем кафедри. У 1965 році захистив докторську дисертацію, яка стала основою монографій «Соціально-економічне становище Закарпаття в другій половині 18 ст.» (Ужгород, 1962) та «Соціально-економічні відносини і класова боротьба на Закарпатті в кінці 18 ст. — першій половині 19 ст.» (Львів, 1965).
У 1972 році переїхав до Вінниці і очолив кафедру історії Вінницького педагогічного інституту. Брав активну участь у роботі краєзнавчого товариства «Поділля». Велику увагу приділяв педагогічній діяльності, розвитку краєзнавства, вивчав проблеми функціонування подільського села, історію сіл рідного краю — Лисянщини. Нагороджений орденом «Знак Пошани». Також брав участь у роботі Товариства української молоді ім. Т. Г. Шевченка. В 1981 році був удостоєний звання «Заслужений працівник вищої школи і наукових установ».
З початком гласності та лібералізації історичної науки Ілля Гаврилович Шульга отримав змогу значно розширити коло своїх наукових інтересів та опрацювати раніше недоступні джерела з історії України XX століття, зокрема забороненої теми Голодомору 1932—1933 років. У вересні 1990 року вперше в Україні відбувся Міжнародний симпозіум про Голодомор, де Шульга блискуче виступив з доповіддю. Його «magnum opus» — праця «Голод на Поділлі», присвячена 60-им роковинам трагедії. Це була перша синтетична праця, присвячена цій темі.
Помер 9 грудня 1993 року. Похований у Вінниці.

## Пам'ять
29 серпня 2014 р. Вінницька міська рада на черговій сесії ухвалила рішення про назви двох нових запроектованих вулиць у мікрорайоні Поділля (м. Вінниця). Одна з них матиме назву «Професора Шульги».

## Твори
Науковий доробок Іллі Гавриловича становить понад 100 публікацій у різних виданнях, автор ряду монографій, художніх книг. Серед них:
- Чуєш, брате мій: історична повість. — Ужгород, 1971;
- Шляхом до щастя: нариси історії Закарпаття. — Ужгород, 1975 (у співавторстві);
- Використання краєзнавчого матеріалу в курсі історії СРСР: Метод. Рекомендації для вчителів історії. — Вінниця , 1983 (у співавторстві);
- Методичні рекомендації для написання краєзнавчого нарису про село. — Вінниця, 1989;
- Голод на Поділлі: до 60-річчя Голодомору 1933 р. — Вінниця, 1993;
- Гірка правда (Доповнене перевидання про Голодомори 1932—193 та 1946—1947) — Вінниця, 1997.